# Politikåret 1916

## Händelser
- 12 april - Oubangui-Chari-Tchad upplöses.[1]
- 24 april - Påskupproret utbryter på Irland. Nationalistpartiet Sinn Fein försöker med tysk hjälp att befria Irland från Storbritannien. Upproret slås ner efter en veckas gatustrider i Dublin.
- 7 juni - Den svenska riksdagen antar en lag om obligatorisk olycksfallsförsäkring i arbetet.
- 19 juni - Paolo Boselli efterträder Antonio Salandra som Italiens konseljpresident.[2]
- 29 juli - Kogrundsrännan utanför Falsterbo mineras efter tyska påtryckningar. De allierade ifrågasätter då Sveriges neutralitet.
- Augusti
  - Storbritannien förbjuder all export till Sverige.
  - Rumänien inträder i första världskriget på Rysslands sida.
- 6 december - Tyska, österrikiska, turkiska och bulgariska trupper besätter Bukarest. Rumänien är besegrat.
- 7 december - David Lloyd George efterträder H.H. Asquith som Storbritanniens premiärminister.[3]

## Val och folkomröstningar
- 7 november - Demokraten Woodrow Wilson väljs om som president i USA.

## Organisationshändelser
- April - Mot partiets vilja håller Socialdemokratiska Ungdomsförbundet i Sverige en fredskongress. Man framåller storstrejk som vägen till fred.

## Födda
- 11 mars – Harold Wilson, Storbritanniens premiärminister 1964–1970 och 1974–1976.
- 29 april – Lars Korvald, Norges statsminister 1972–1973.
- 5 maj – Giani Zail Singh, Indiens president 1982–1987.
- 16 maj – Ephraim Katzir, Israels president 1973–1978.
- 6 juni – Hamani Diori, Nigers förste president 1960–1974.
- 9 juli – Edward Heath, Storbritanniens premiärminister 1970–1974.
- 15 oktober – Hassan Gouled Aptidon, Djiboutis president 1977–1999.
- 26 oktober – François Mitterrand, Frankrikes president 1981–1995.
- 6 december – Kristján Eldjárn, Islands president 1968–1980.
- Okänt datum – Abdul Rahman Arif, Iraks president 1966–1968.

## Avlidna
- 13 januari – Victoriano Huerta, Mexikos president 1913–1914.
- Okänt datum – Tirésias Simon Sam, Haitis president 1896–1902.

### Fotnoter
1. ↑  ”Chad” (på engelska). World Statesmen. http://www.worldstatesmen.org/Chad.html. Läst 7 november 2012.
2. ↑  ”Italy” (på engelska). World Statesmen. http://www.worldstatesmen.org/Italy.htm. Läst 31 juli 2015.
3. ↑  ”United Kingdom” (på engelska). World Statesmen. http://www.worldstatesmen.org/United_Kingdom.html. Läst 1 augusti 2015.